# Willy Messerschmitt
Wilhelm Emil "Willy" Messerschmitt, född 26 juni 1898 i Frankfurt am Main, död 15 september 1978 i München, var en tysk segelflygpionjär, flygplanskonstruktör och tillverkare av flygplan. Hans styvfar var professor Carl von Marr.

## Segelflygskonstruktör
Som tonåring kom Messerschmitt i kontakt med segelflygpionjären Friedrich Harth, medan Harth var inkallad under första världskriget fortsatte Messerschmitt byggandet av Harths glidflygplanskonstruktion S5 fram tills han själv blev inkallad 1917. Efter kriget förenades de båda åter; byggandet och konstruerandet tog vid där det slutat före militärtjänsten. Samtidigt studerade Messerschmitt vid Münchens Tekniska Högskola medan Harth var anställd som flygplansbyggare vid Bayerische Flugzeugwerke (BF). Tillsammans grundade de en flygskola; på lediga stunder konstruerade och tillverkade de glidflygplanet S8 som 1921 slog det inofficiella världsrekordet i uthållighetsflygning. Samma år kom även Messerschmitts helt egna konstruktion S9.
Under 1923 bestämde de att gå skilda vägar och Messerschmitt grundade sin första flygplansverkstad i Augsburg, till en början tillverkades endast segelflygplan men med tiden kom motorseglare och lätta motorflygplan för sport och transportresor att ingå i tillverkningen. Vid ett besök i Wasserkuppe sålde han ett Messerschmitt Bamberg SB 10 till Douglas Hamilton som inför en flygning över Öresund behövde ett segelflygplan.

## Bayerische Flugzeugwerke
Willy Messerschmitts lyckade konstruktioner Messerschmitt M 17 och Messerschmitt M 18 såldes till BF 1927, när delstatsmyndigheterna i Bayern genomdrev en sammanslagning av Bayerische Flugzeugwerke och Messerschmitts fabriker. Vid Bayerische Flugzeugwerke konstruerade han 1928 det lätta passagerarflygplanet Messerschmitt M 20 som bland annat såldes till Lufthansa. Två av Lufthansas flygplan var strax efter leveransen inblandade i svåra haverier, som ledde till att Lufthansa annullerade resterande flygplan som var i order, detta medförde att Bayerische Flugzeugwerke tvingades ansöka om konkurs 1931. Som ett resultat av olyckan fick Messerschmitt en ovän för livet i Lufthansas chef Erhard Milch, som förlorat en god vän i ett av haverierna.

## Tredje riket
1933 bildade den nya nazistiska regeringen Reichsluftfahrtministerium (RLM) med Milch som chef, detta ledde till en återuppbyggnad av tysk flygindustri och en nystart av BF. I samarbete med Robert Lusser konstruerade han ett lågvingat monoflygplan Messerschmitt M 37 senare känt under RLM:s benämning sportflygplanet Bf 108 Taifun. Delar av konstruktionen kom att bli grunden för jaktflygplanet Bf 109. Med Milch som chef för RLM kunde Messerschmitt tacka sina kontakter med Rudolf Hess och Hermann Göring via Theo Croneiss som hjälpte honom att slippa samma öde som Milchs andra stora ovän Hugo Junkers vars företag Junkers Flugzeug und Motorwerke AG tvångsförsåldes till ett statligt bolag styrt av RLM. 
För att företaget skulle överleva var man beroende av order men Milch bromsade och stoppade order till BF, trots detta lyckades man sälja M 37 och transportflygplanet Messerschmitt M 36 i ett större antal till Rumänien. När Milch blev underrättad om affären anklagade han offentligt Messerschmitt som förrädare. Anklagelsen ledde till att Gestapo förhörde honom och ledande personer i BF. Troligen blandade sig Croneiss i saken och hela affären tystades ner.
RML genomförde 1936 en konstruktionstävling för ensitsiga jaktplan som vanns av Messerschmitt med Bf 109. Tävlingens syfte var att få fram en huvudtyp av flygplan till Luftwaffe, senare vann man även tävlingen om multifunktionsflygplanen med Messerschmitts Bf 110, dessa båda tävlingar kom att betyda att BF kom att spela en mycket stor roll för uppbyggandet av det tyska Luftwaffe. 1938 blev Messerschmitt styrelseordförande och VD för Bayerische Flugzeugwerke (BF), samma år bytte företaget namn till Messerschmitt AG och inledde konstruktionsarbetet på Messerschmitt Me 262, och Messerschmitt Me 210, båda flygplanen var tänkta som en efterföljare till Bf 110.

## Efter andra världskriget
Efter kriget anklagades Messerschmitt för användandet av slavarbetare i sin produktion; han dömdes till två års fängelse. Efter frisläppandet återtog han rollen som chef för sitt företag. På grund av ockupationsvillkoren var all tillverkning av flygplan förbjuden i Tyskland fram till 1955. Av den orsaken utökade han företagets produktion till att omfatta motorsågar, monteringsbara hus, motorcyklar och små bilar (Messerschmitt KR 175). Dessutom arbetade han som konsult åt utländska flygföretag, för Hispano Aviacion i Spanien konstruerade han 1952 skolflygplanet Hispano HA200. Företagets första flygrelaterade produkter efter kriget blev en licenstillverkning av Fiat G91 och Lockheed F-104 Starfighter för det västtyska Luftwaffe.
1968 sammanslogs företaget med Bölkow, ett år senare kom en ny sammanslagning med Hamburger Flugzeugbau, det nya företaget gavs namnet MBB (Messerschmitt-Bölkow-Blohm, numera en del av EADS) med Messerschmitt som styrelseordförande fram till 1974.